# Sarrat
Sarrat (Bayan ng Sarrat) är en kommun i Filippinerna. Kommunen ligger på ön Luzon, och tillhör provinsen Norra Ilocos. Folkmängden uppgår till 22 886 invånare.

## Bildgalleri

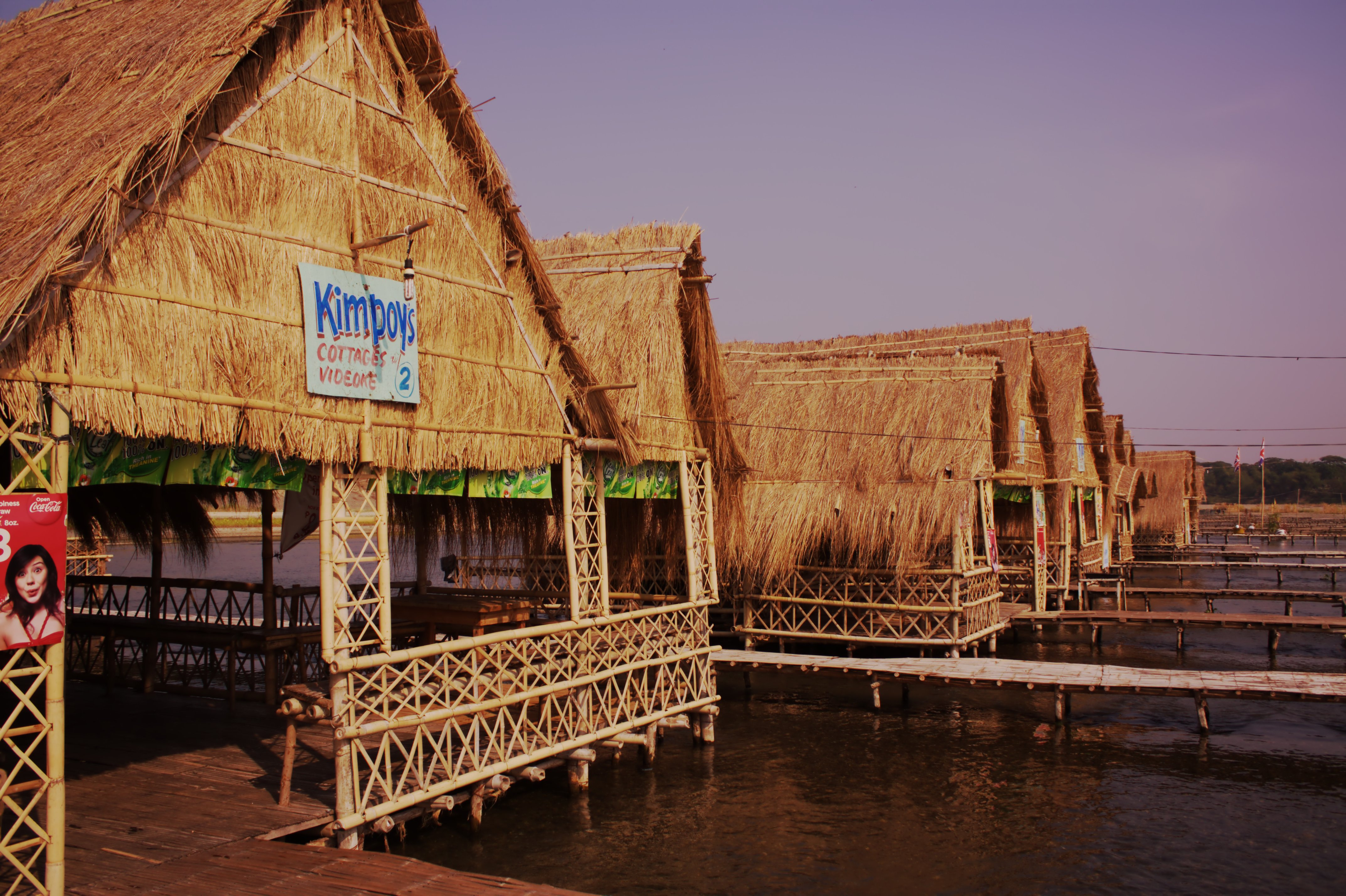

## Barangayer
Sarrat är indelat i 24 barangayer.
| - San Agustin (Pob.) - San Andres - San Antonio - San Bernabe - San Cristobal - San Felipe - San Francisco (Pob.) - San Isidro - San Joaquin (Pob.) - San Jose - San Juan - San Leandro (Pob.) | - San Lorenzo - San Manuel - San Marcos - San Nicolas - San Pedro - San Roque - San Vicente (Pob.) - Santa Barbara (Pob.) - Santa Magdalena - Santa Rosa - Santo Santiago - Santo Tomas |